# Evita (filme)
Evita (bra/prt: Evita) é um filme estadunidense de 1996, dos gêneros drama histórico e musical, dirigido por Alan Parker, com roteiro baseado na peça teatral homônima, escrita por Tim Rice.

## Sinopse
A história de Eva Perón (Evita), uma das mais populares primeiras-damas da América Latina de todos os tempos, e idolatrada na Argentina, é narrada em flashback. Começa mostrando a filha bastarda de um agricultor de um pequeno povoado, barrada no funeral do próprio pai, e que acaba por tornar-se a primeira-dama do seu país.

## Elenco principal
- Madonna .... Eva Perón
- Antonio Banderas .... Che
- Jonathan Pryce .... Juan Perón
- Jimmy Nail .... Augustín Magaldi
- Victoria Sus .... Doña Juana
- Julian Littman .... Juan
- Olga Merediz .... Blanca
- Laura Pallas .... Elisa
- Julia Worsley .... Erminda
- María Luján Hidalgo .... Eva (jovem)
- Servando Villamil .... Cipriano Reyes
- Andrea Corr .... amante de Perón
- Peter Polycarpou .... Domingo Mercante
- Gary Brooker .... Juan Bramuglia
- Maite Yerro .... Julieta

## Principais prêmios e indicações
Oscar 1997 (EUA)
- Venceu na categoria de melhor canção originalYou Must Love Me
- Indicado nas categorias de melhor direção de arte, melhor fotografia, melhor edição/montagem e melhor som.

BAFTA 1997 (Reino Unido)
- Indicado ao prêmio Anthony Asquith Award para música original de filme.
- Indicado nas categorias de melhor fotografia, melhor figurino, melhor edição/montagem, melhor maquiagem, melhor roteiro adaptado, melhor som e melhor produção de arte.

Globo de Ouro 1997 (EUA)
- Venceu na categoria de melhor filme - comédia / musical, melhor canção original - cinema (You Must Love Me) e melhor atuação de atriz em cinema - comédia / musical (Madonna).
- Indicado nas categorias de melhor diretor, melhor atuação de ator em cinema - comédia / musical (Antonio Banderas).

MTV Movie Awards 1997 (EUA)
- Indicado nas categorias de melhor atuação feminina (Madonna) e melhor canção de filme (Don't Cry For Me Argentina).